# قصر السبيعي
قصر السبيعي (شقراء)، يعتبر من القصور الأثرية في محافظة شقراء التابعة إدارياً لمدينة الرياض.

## موقع قصر السبيعي
قام ببناء القصر الشيخ عبد الرحمن بن عبد الله السبيعي وكيل بيت المال عام 1358هـ وانتهى من عمارته وانتقل إليه عام 1359هـ، ويقع القصر في الجهة الجنوبية الغربية من البلدة القديمة على سوق الحفر الطريق الدائري، والجهة الشمالية من القصر لها مخرج على سوق القعرة، وقد كان القصر محط إقامةالملك عبدالعزيز آل سعود اثناء ذهابه وإيابه حيث كان يمكث في القصر مدة ليست بالقصيرة.

## البناء وقصر السبيعي
يقع القصر في محافظة شقراء، وأُسس منذ أكثر من ثمانين عامٍ، ويتألف القصر من طابقين، وقد رُمم حديثاً من قبل وكالة الآثار والمتاحف التي أحاطته بسور حماية للمحافظة عليه. وقد أشرف على بناء القصر المهندس السعودي من أهالي نجد يُدعى حمد بن قباع وقد ساعدهُ في البناء ابنهُ إبراهيم.

## الطراز المعماري والقصر

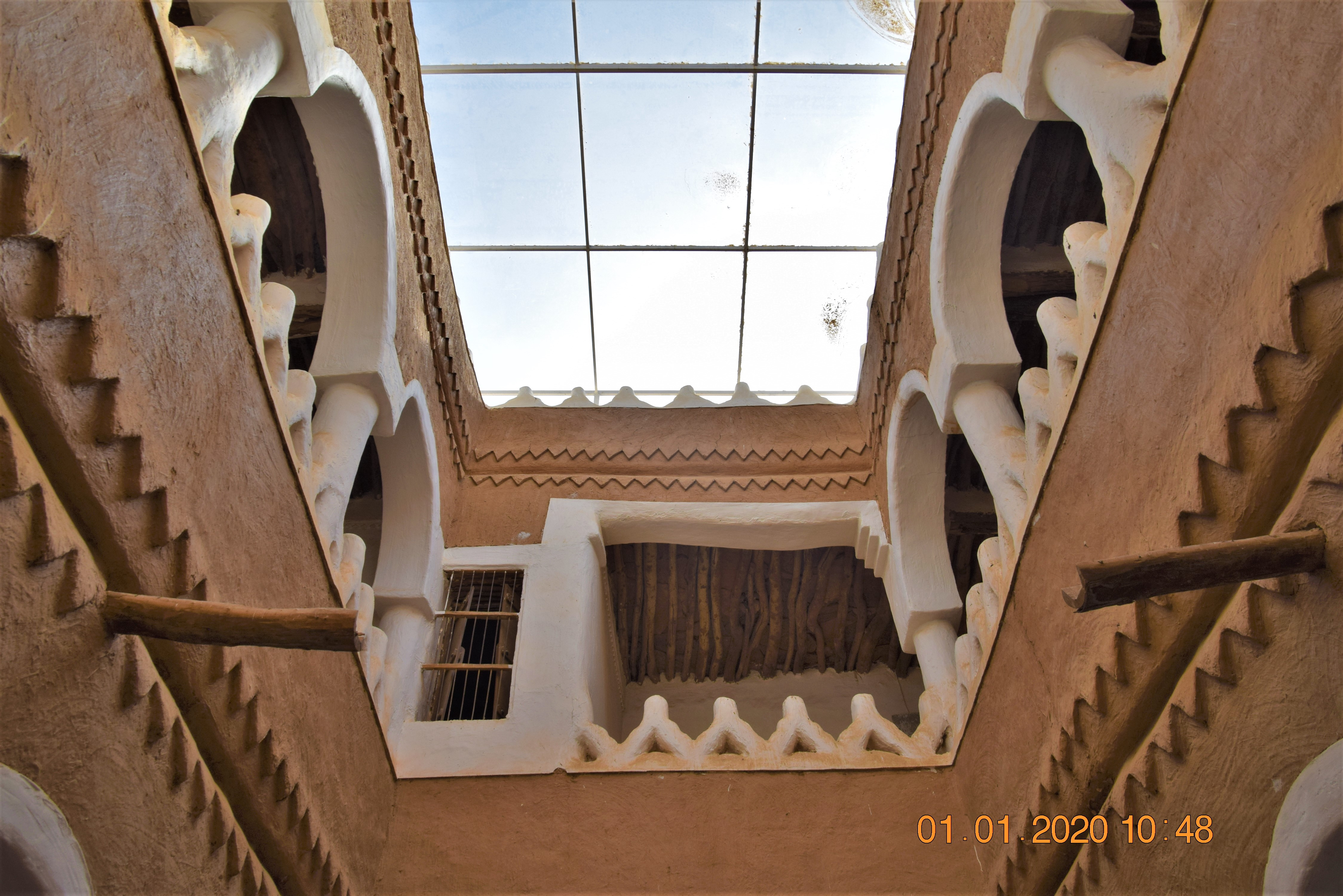
القصر من الداخل

- يحتوي قصر السبيعي على مجموعة كبيرة من الزخارف والنقوش العربية الإسلامية
- تظهر الشرفات بشكل أوضح من خلال الأجزاء العلوية من الجدران بالوجهات الخارجية والداخلية حول الفناء المكشوف؟
- سُندت الممرات في الدور الأرضي والأول بطوب اللبن
- أزدانت معظم واجهات القصر بإطار ممتد تكون من مثلثات بارزة مقلوبة فائدتها دفع مياه الأمطار بعيداً عن الجدران، وكما برزت هذه المثلثات في أسفل السواتر المطلة على الفناء.
- تزينت العروق الخشبية في واجهات الشبابيك والأبواب وعروق السقوف والسواتيف بالنقوش اليدوية الملونة، وتتألف هذه الزخارف من وحدات هندسية وبنائية متمثلة في الدوائر والخطوط المستقيمة والمتقاطعة والأشكال الرباعية وعناقيد العنب حيث تُصنع من المواد الطبيعية المتخذة من النباتات والفواكه، ويكون اللون الغالب عليها الأسود والأحمر والأزرق
- تميزت أركان القهوة بالزخارف الجصية التي تكونت من وحدات زخرفية هندسية وأوراق نباتية، وتكون إما داخل أشرطة زخرفية محفورة أو مضافة بارزة، وقد تكون أيضاً متواجدة حول إطارات الأبواب أو النوافذ خاصةً المطلة على واجهات القصر على شكل حليات من الجص وتشكل مساحات محدودة بيضاء اللون.[4]

## القصر وعمليات الترميم
- في عام 1411هـ أعتنت وزارة التربية والتعليم في ترمبمه كغيره من القصور وذلك بعد التصدع الذي حصل به، وتم اعتماد ترميمه ترميماً جذرياً.
- في عام 1421هـ تم اعتماد مبلغ جديد لترميمه ترميماً كاملاً، وذلك أثر تساقط اجزائه بعد سقوط الأمطار عام 1418هـ حيث قامت وزارة التربية والتعليم ممثلة في وكالة الآثار والمتاحف بترميمه حتى يبقى معلماً أثرياً في المنطقة.[5]

## مواد البناء
- الطين واللبن من المنطقة نفسها، كما جُلب من الدرعية والحوطة والقصيم
- جذوع الأثل وسعف الجريد وجذوع النخيل جُلب من الخرج والمزارع المجاورة للدرعية وسدير
- أُستخدمت الأحجار المجلوبة من محاجر الرياض في بناء أساسيات القصر لتقويته.[6]

## تكلفة بناء القصر
بلغت تكلفة القصر حوالي مائة ألف ريال، حيث أن أجرة عامل البناء في ذلك الوقت تتراوح مابين قرشين إلى أربعة قروش في اليوم الواحد، وكما تتراوح أجرة المراقب ثلاثة ريال يومياً، وأجرة الاستاذ أو المعلم تزيد حسب الأسعار في تلك الفترة حيث كان الريال ذو قوة شرائية كبيرة.

## انظر ايضاً
- شقراء
- قصر المربع
- قصر المصمك
- قصر أبو جفان

## وصلات خارجية
- «قصر السبيعي» في شقراء.. دار شورى ومال!مقر إقامة الملك عبد العزيز في الوشم واستقر به 20 يوماً بعد «معركة السبلة».
- شقراء كانت محط ترحال الملك عبد العزيز للحجازقصر السبيعي.. شاهد على تاريخ المملكة المعماري.